# Pinacoteca di Santa Maria degli Angeli
La Pinacoteca di Santa Maria degli Angeli istituita presso la chiesa di Santa Maria degli Angeli del 1566 è adibita a Museo Parrocchiale degli Arredi Sacri, l'istituzione permette la fruizione del consistente patrimonio artistico di genere sacro proveniente da cappelle, chiese, conventi, monasteri, oratori, da luoghi di culto diruti, dismessi, distrutti o inagibili presenti nel comprensorio della storica cittadina di Castroreale, in Sicilia.

## La chiesa nei secoli

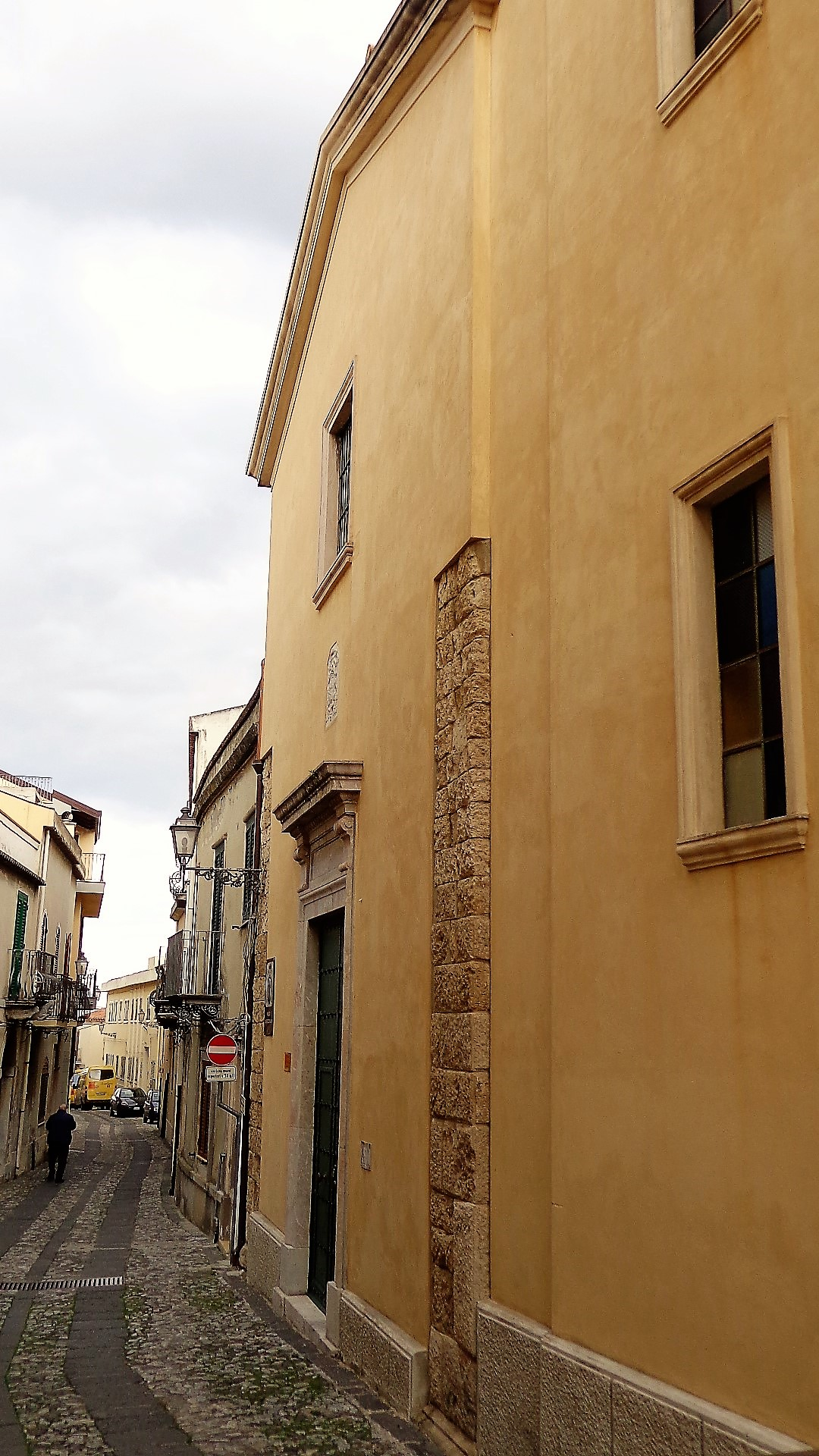
Prospetto.

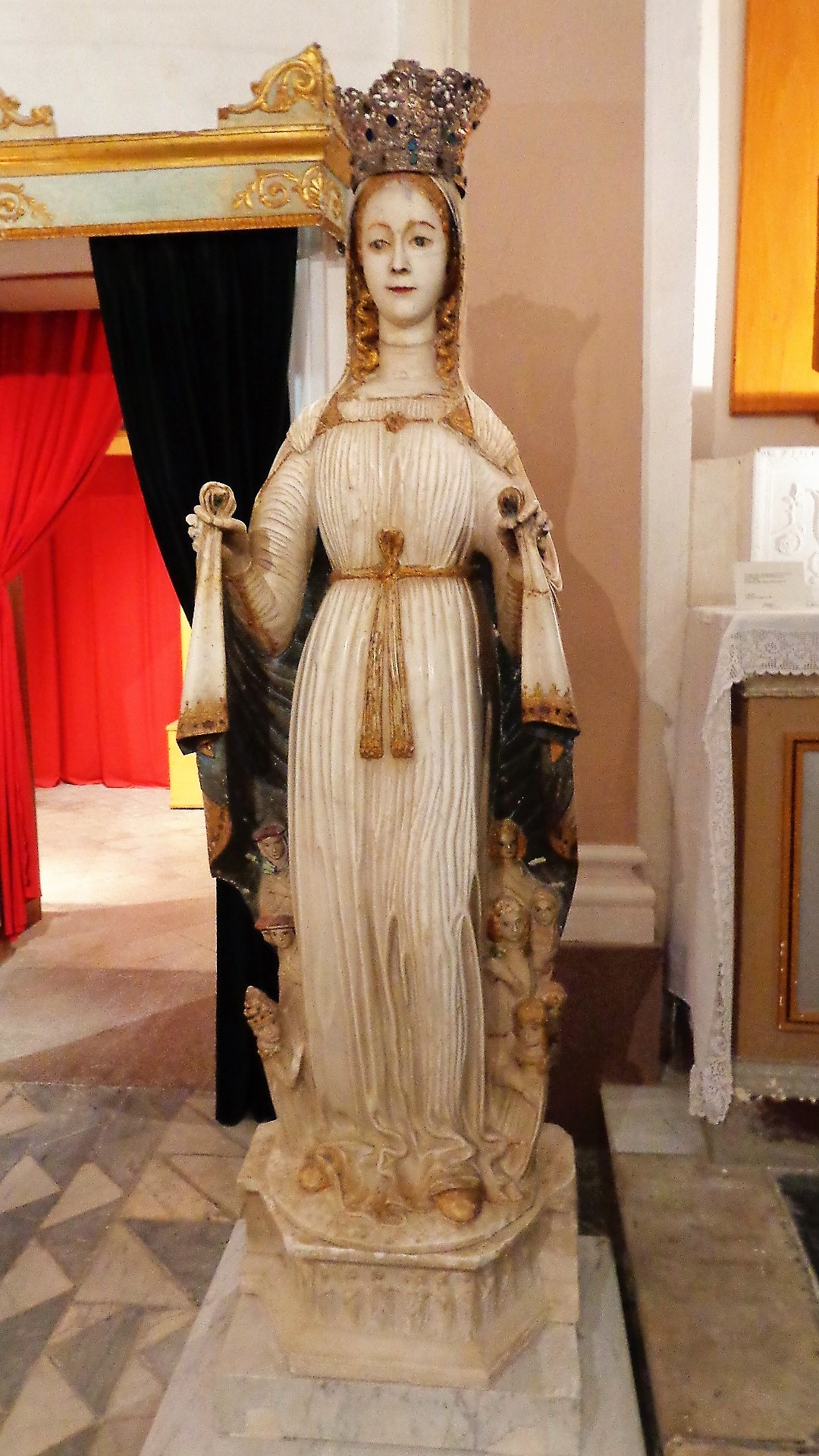
Madonna dell'Accomandata, Antonello Freri.

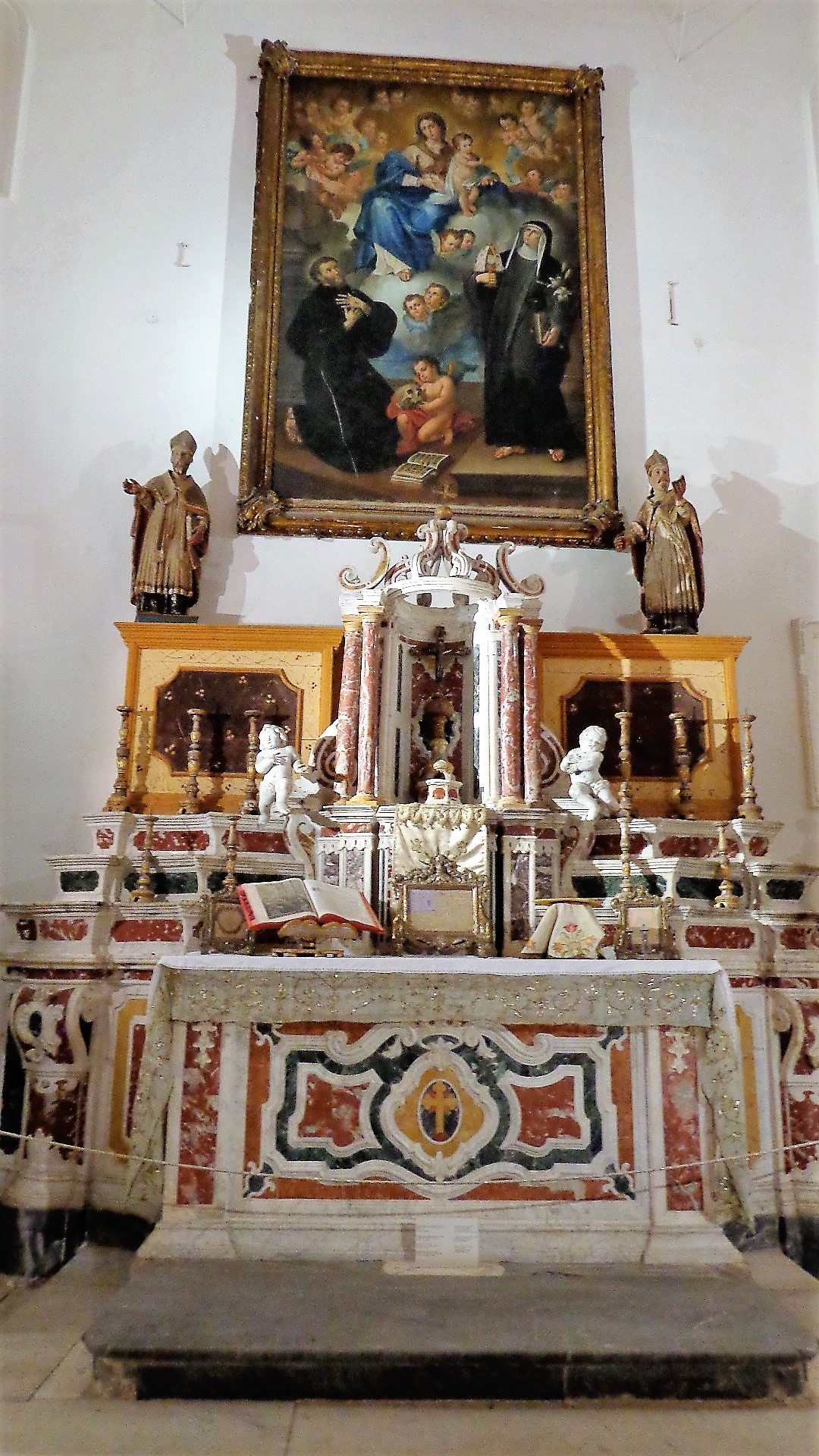
Altare maggiore.

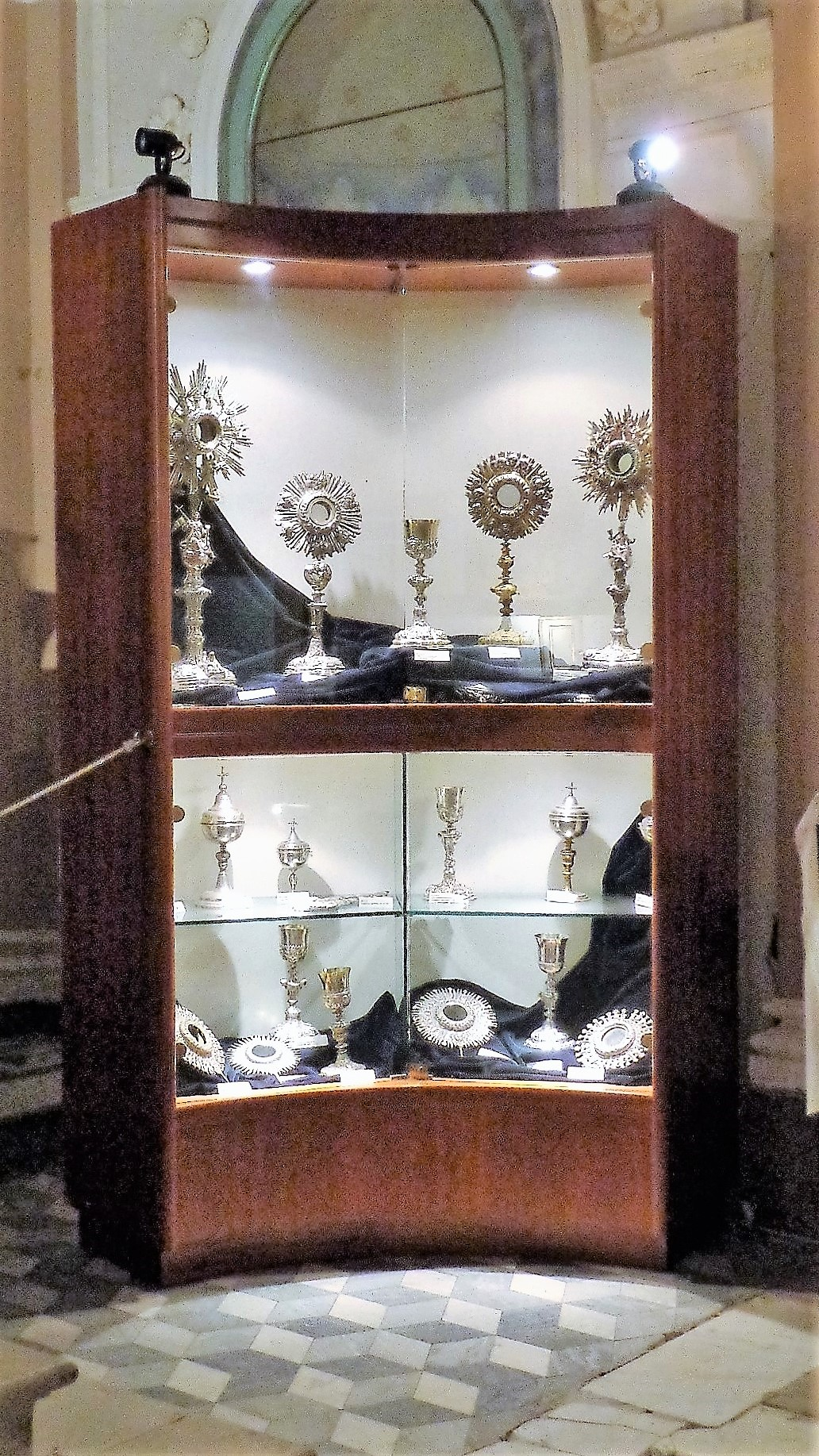
Esposizione di argenti liturgici.

- 1566 Monsignore Ottaviano Preconio, arcivescovo di Palermo originario di Castroreale dispone la costruzione della chiesa di Santa Maria degli Angeli.[1] Contestualmente accanto alla chiesa è edificato il monastero di Santa Maria degli Angeli retto dalle suore di clausura osservanti la regola di Santa Chiara.

Il monastero occupa il cuore del quartiere ebraico, verosimilmente utilizzando edifici appartenenti alla stanziale comunità ebraica, quali la sinagoga. Nel 1860 la chiesa è restaurata e abbellita con stucchi. Sull'altare centrale si trovava una bella tela con i Santi Fondatori dell'Ordine: la "Madonna degli Angeli fra San Francesco d'Assisi e Santa Chiara" del XVI secolo. In seguito alle leggi del 1866 la chiesa e il monastero sono incamerati dal Demanio e agli inizi del 1900 ceduti alle suore del Buon Pastore che vi soggiornano per pochi anni.
Nel XX secolo l'edificio del Monastero ospita istituzioni scolastiche dopo aver subito trasformazioni quali la distruzione del chiostro e del portale quattrocentesco. Intorno al 1970 si rende concreta l'idea di istituire una Pinacoteca castrense scegliendo come sede la Chiesa ormai non più aperta al culto, la scelta è dettata dalla posizione centrale e per il buono stato di conservazione. In seguito al terremoto del Golfo di Patti del 1978 l'edificio è utilizzato come deposito per le molte opere provenienti dalle chiese danneggiate o distrutte.
Il polittico raffigurante la Natività tra San Francesco d'Assisi e San Giovanni Battista nel registro principale, l'Annunciazione riprodotta nei due tondi, il Padre Eterno nella lunetta e l'Apostolato nella predella di Giovanni Filippo Criscuolo e bottega del 1550, dipinto commissionato da monsignor Ottaviano Preconio per la chiesa della Santissima Annunziata dell'Ordine dei frati minori conventuali, fu qui trasferito nel 1872 per essere collocato nel braccio sinistro del transetto del duomo di Santa Maria Assunta nell'anno 2000.
Solo con l'apertura del Museo Civico nei locali dell'ex Oratorio dei Padri Filippini, consente di adibire la chiesa di Santa Maria degli Angeli a Pinacoteca permettendo l'esposizione di numerose opere. Dal 20 agosto 2005 l'edificio è sede del Museo Parrocchiale degli Arredi Sacri.

## Itinerario espositivo
L'esposizione non segue la metodologia basata sulla lettura cronologica dei manufatti, ma si esprime attraverso la divulgazione del pensiero teologico comunicato con l'opera sacra, pertanto le opere sono suddivise in quattro sezioni:
1. Il mistero dell'Incarnazione.
2. Il mistero della Redenzione.
3. Il mistero Eucaristico.
4. La Chiesa: Corpo mistico.

Sono altresì presenti:
- XVI - XX secolo, Cartegloria, anelli, croci astili, ostensori, calici e argenti liturgici assieme a numerosi gioielli ex voto.

### Il mistero dell'Incarnazione
- 1545, Adorazione dei Magi raffigurata tra Santa Marina e Santa Barbara, trittico su tavola di scuola fiamminga della corrente di Pieter Coecke van Aelst, opera donata dall'arcivescovo Ottaviano Preconio e proveniente dalla Cappella della Consolazione della chiesa di Santa Marina.
- XVI secolo seconda metà, Natività, polittico su tavola, attribuito alla scuola di Giovanni Filippo Criscuolo.[3]
- 1510, Madonna Accomandata, statua marmorea, opera di Antonello Freri,[3] proveniente dalla chiesa dell'immacolata Concezione.
- XVI secolo, Pace, manufatto in rame dorato fuso con raffigurazioni della Vergine e Bambino e scena dell'Annunciazione realizzata da ignoto artista su commissione dell'Arcivescovo di Palermo Ottaviano Preconio, nativo di Castroreale.
- XIV secolo, Ciclo, tavolette raffiguranti storie della vita della Vergine, l'aspetto taumaturgico delle candele e la celebrazione della messa. Originali provenienti dalla tribuna lignea della chiesa della Candelora.

Nel primo espositore a sinistra sono ben visibili i segni dedicati alla Madonna: 
- XVIII secolo, Reliquiario, opera di argentiere siciliano recante il sacro capello.
- XVII secolo, Corona da quadro della Madonna, opera dell'argentiere messinese Pietro Provenzano.

Nel secondo espositore i segni devozionali alla Vergine da parte della comunità databili dal seicento all'Ottocento:
- XVII secolo, Collana in smalto, rubini e oro, frammento d'oreficeria.
- XVIII secolo, Pendente in oro con raffigurazioni di Giuditta e Oloferne incisi su madreperla.

### Il mistero della Redenzione
- XV secolo, Croce lignea con raffigurazioni della Madonna Addolorata e San Giovanni.
- 1787, Ostensorio in argento fuso di argentiere messinese.
- XVII – XVIII secolo, Croci astili in argento appartenenti a quattro chiese: chiesa di Gesù e Maria, prima chiesa intra - moenia città col titolo di San Nicolò, chiesa del Santissimo Salvatore, chiesa di Santa Marina e il duomo di Santa Maria Assunta.
- XVIII secolo, Croce con smeraldi e diamanti.
- XVII secolo, Secchiello con aspersorio di Diego Rizzo.
- XVII secolo, Brocca di Diego Rizzo.

### Il mistero Eucaristico
- XVIII secolo, Calice, opera di Sebastiano Juvara e Francesco Bruno.
- 1700, Paliotto d'altare, in argento sbalzato raffigurante San Benedetto, opera di Filippo Juvara.
- XVII secolo seconda metà, Paliotto, raffigurante San Francesco di Assisi che riceve le Stimmate con Santa Chiara in adorazione dell'Immacolata, opera in argento sbalzato, cesellato e punzonato da famosi argentieri messinesi: Giuseppe d'Angelo, Francesco Donia e Francesco Bruno.[3]

### La Chiesa: Corpo mistico
- 1587, San Leonardo da Porto Maurizio, dipinto su tavola, opera di Antonello Riccio proveniente dalla chiesa del Santissimo Salvatore.[3][4]
- 1420c., Sant'Agata, tavola dallo schema bizantineggiante d'autore ignoto con 12 riquadri raffiguranti episodi della martire: dalla conversione, i gradi di giudizio di Quinziano, alle fasi del martirio, il transito, il rientro delle spoglie dalla Turchia.[3]
- XVI secolo, San Lorenzo e storie del martire, dipinto su tavola, opera di Frà Simpliciano da Palermo,[3] opera proveniente dalla chiesa di Santa Marina.
- XVI secolo, Vergine raffigurata tra Santa Caterina d'Alessandria e Sant'Agata, dipinto d'ignoto, opera proveniente dalla chiesa di Santa Maria delle Grazie del convento dell'Ordine dei frati minori cappuccini.[5]

## Monastero
- XVI secolo, Ottaviano Preconio, ritratto dell'arcivescovo, opera trasferita nella sacrestia della chiesa di Santa Maria Assunta.[6]

## Galleria d'immagini

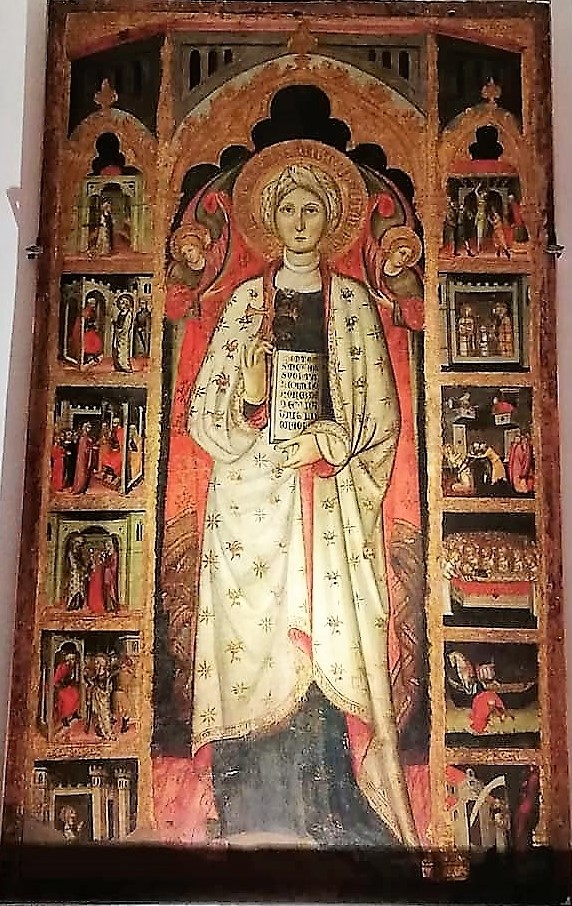
Sant'Agata e storie olio su tavola.
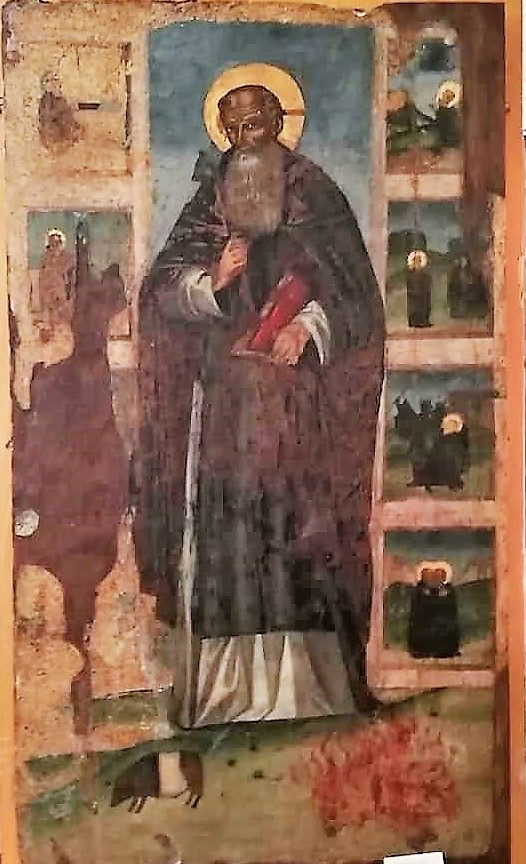
Sant'Antonio e storie.
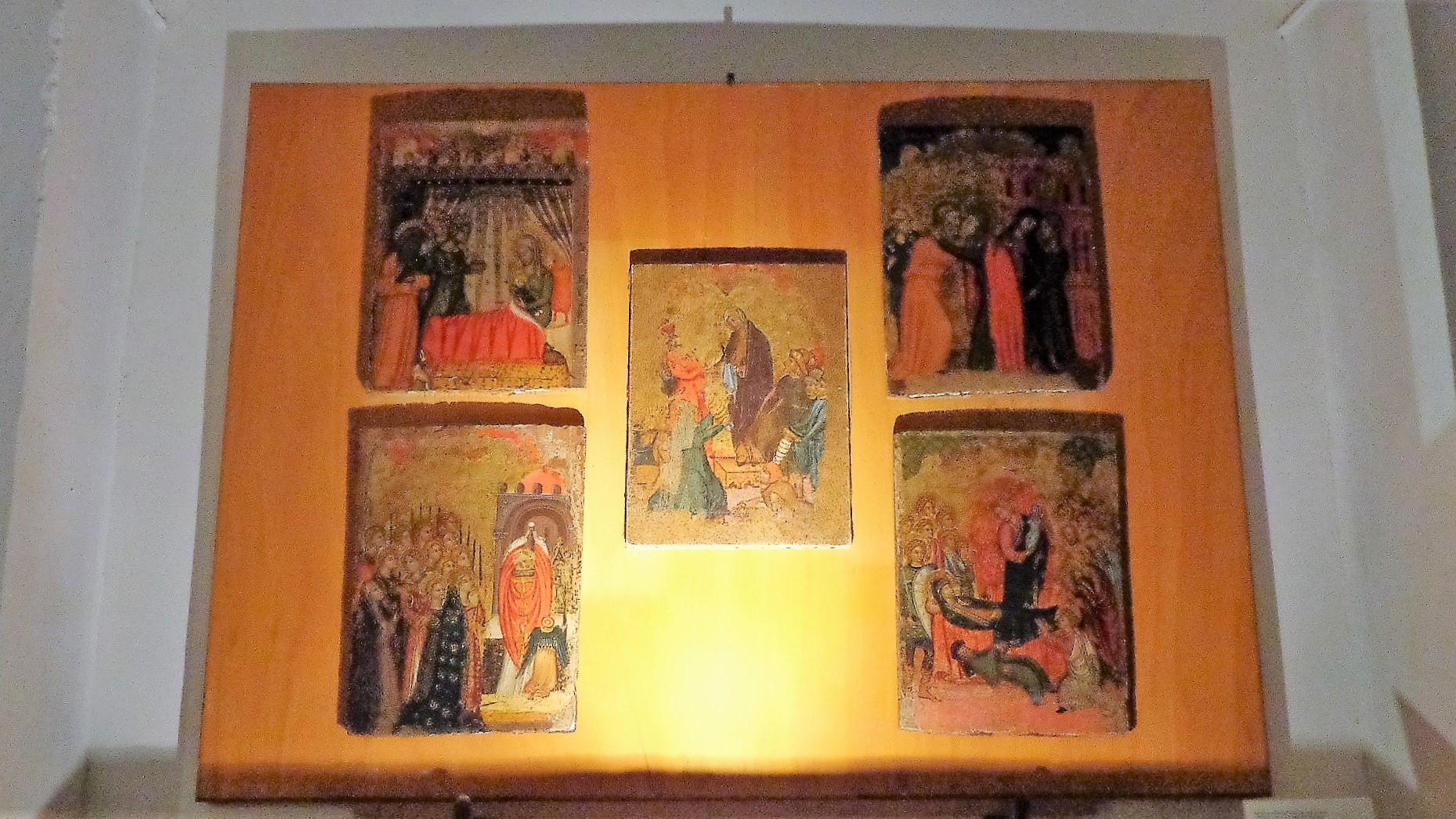
Tavolette della Candelora.
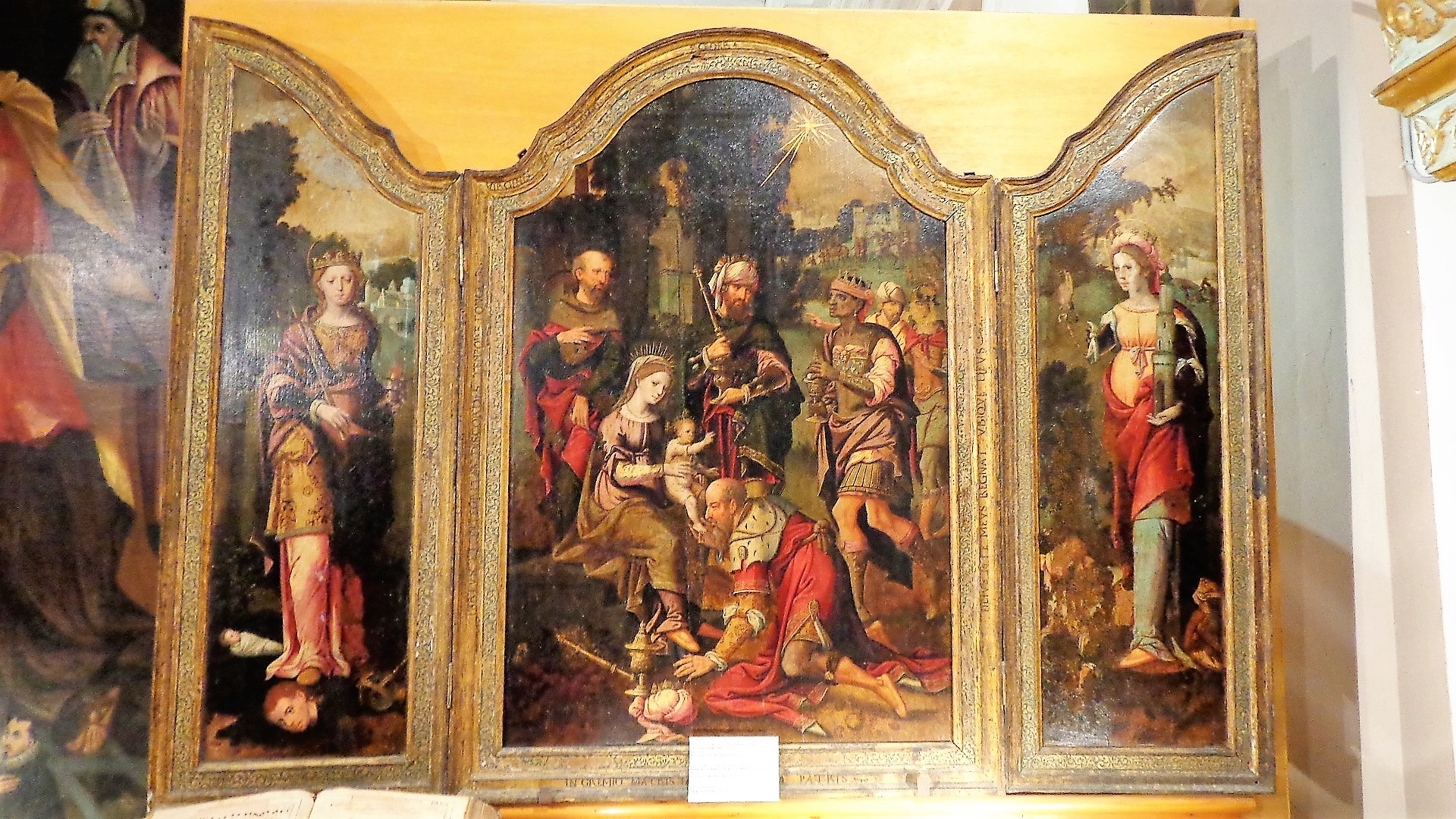
Trittico di scuola fiamminga Adorazione dei Magi.
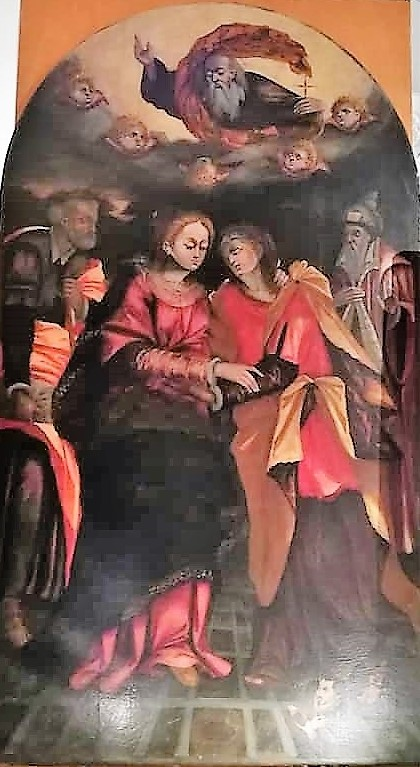
Dipinto.
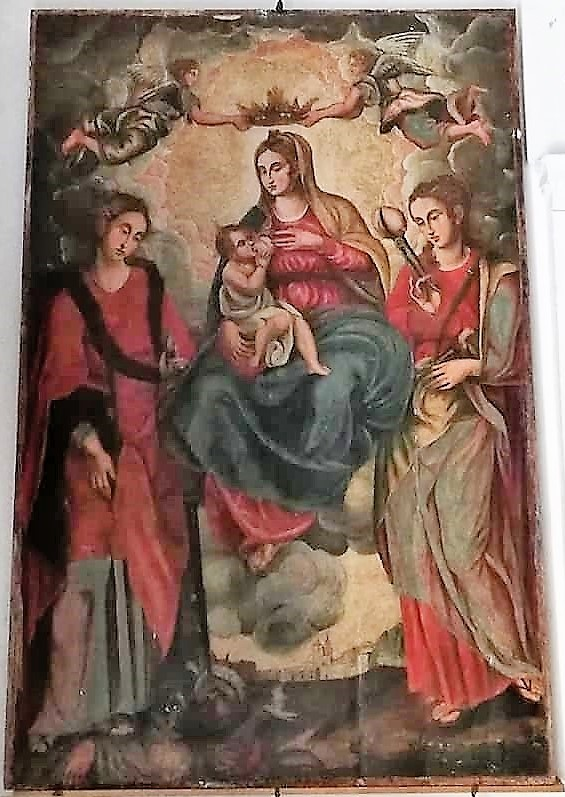
Vergine con Santa Caterina d'Alessandria e Sant'Agata.